# Сан-Мартін (місто, Каліфорнія)
Сан-Мартін (англ. San Martin) — переписна місцевість (CDP) в окрузі Санта-Клара, штат Каліфорнія, США. Населення — 7008 осіб (2020).

## Географія
Сан-Мартін розташований за координатами 37°4′58″ пн. ш. 121°35′47″ зх. д. / 37.08278° пн. ш. 121.59639° зх. д. (37.082876, -121.596310). За даними Бюро перепису населення США в 2010 році переписна місцевість мала площу 30,03 км², уся площа — суходіл.

## Демографія
Згідно з переписом 2010 року в переписній місцевості мешкало 7027 осіб у 1993 домогосподарствах у складі 1590 родин. Густота населення становила 234 особи/км². Було 2122 помешкання (71/км²).
Расовий склад населення:
| - 61,6 % — білих - 6,7 % — азіатів - 1,0 % — корінних американців - 0,4 % — чорних або афроамериканців - 0,3 % — вихідців з тихоокеанських островів - 24,9 % — осіб інших рас |

До двох чи більше рас належало 5,1 %. Частка іспаномовних становила 46,2 % від усіх жителів.
За віковим діапазоном населення розподілялося таким чином: 25,3 % — особи молодші 18 років, 63,0 % — особи у віці 18—64 років, 11,7 % — особи у віці 65 років та старші. Медіана віку мешканця становила 38,5 року. На 100 осіб жіночої статі у переписній місцевості припадало 103,9 чоловіків;  на 100 жінок у віці від 18 років та старших — 106,9 чоловіків також старших 18 років.
Середній дохід на одне домашнє господарство  становив 129 371 долар США (медіана — 101 645), а середній дохід на одну сім'ю — 139 906 доларів (медіана — 113 125). Медіана доходів становила 65 958 доларів для чоловіків та 53 900 доларів для жінок. За межею бідності перебувало 6,7 % осіб, у тому числі 4,9 % дітей у віці до 18 років та 11,0 % осіб у віці 65 років та старших.
Цивільне працевлаштоване населення становило 3395 осіб. Основні галузі зайнятості: виробництво — 17,7 %, освіта, охорона здоров'я та соціальна допомога — 13,4 %, будівництво — 13,3 %.